# 銀鰤鯧
銀鰤鯧為輻鰭魚綱鱸形目鯧亞目長鯧科的其中一種，分布於西南太平洋的澳洲及紐西蘭、東南太平洋的智利海域，棲息深度27-650公尺，體長可達66公分，成魚主要棲息在大陸棚及大陸坡，亞成魚及幼魚生活在表層水域，屬肉食性，以浮游性被囊動物為食，可做為食用魚。